# Cong-Röhre

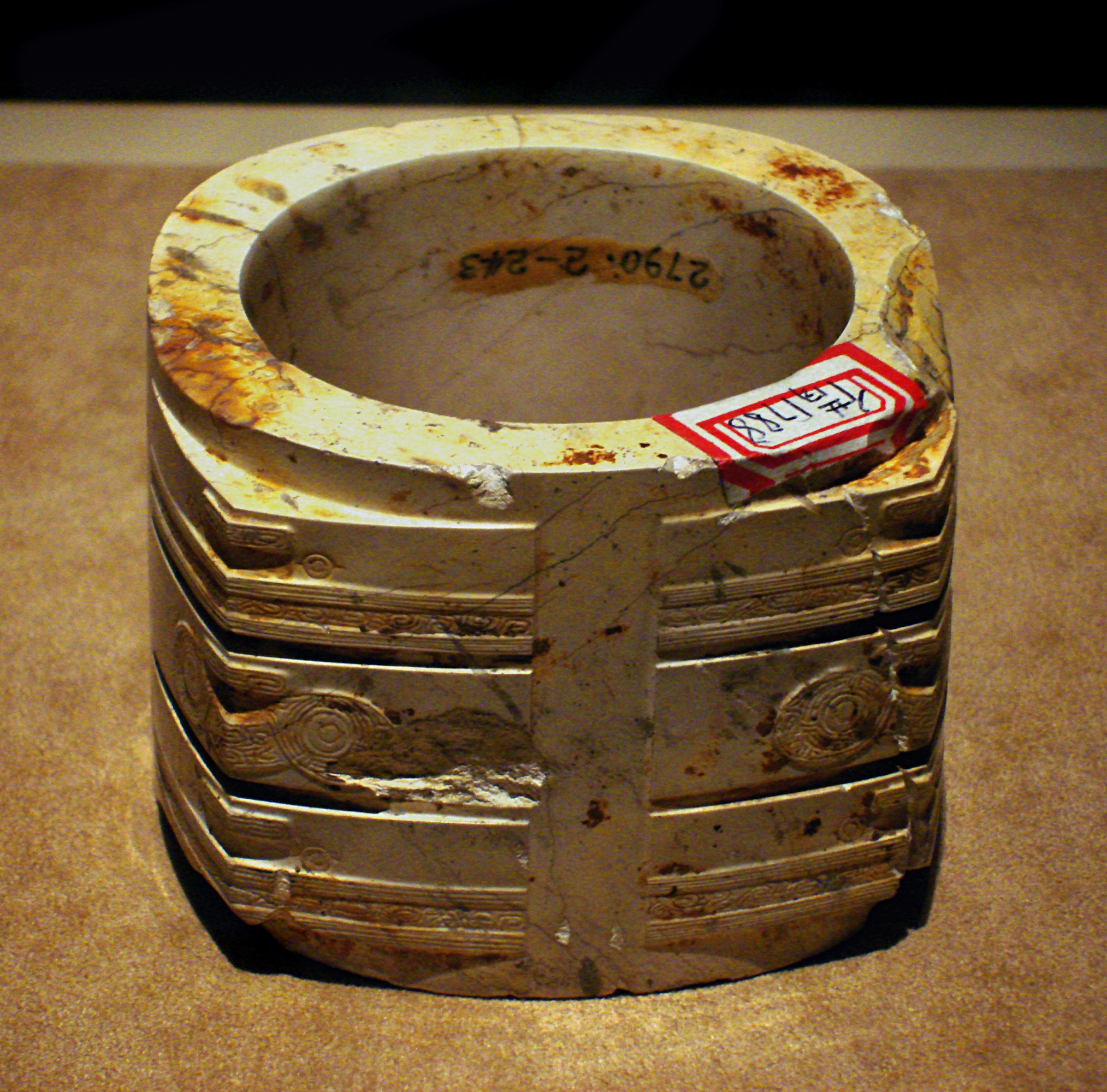
Chon-Röhre aus der Liangzhu-Kultur, Jungsteinzeit (3300–2200 v. Chr.), vom unteren Jangtsekiang.

Eine Cong-Röhre (chinesisch 琮, Pinyin cóng, Jyutping cung4) ist ein röhrenförmiges Objekt, welches außen quadratisch und innen kreisförmig ist. Die Größe beträgt zwischen 12 und 85 cm. Sie wurde im antiken China für unterschiedliche Zwecke aus Jade hergestellt. Cong-Röhren, auch Congs genannt, werden in alten chinesischen Texten als Rangabzeichen beschrieben und in der Liangzhu-Kultur (3.300 – 2.300 v. Chr.) des neolithischen Chinas als rituelle Objekte verwendet. Jüngere Congs-Funde werden aus der Shang- und Zhou-Zeit des alten Chinas datiert. Die größten Fundstellen der Cong-Röhren sind Gräber hochrangiger Verstorbener, wo sie zusammen mit Bi-Scheiben gefunden wurden. Sie symbolisieren vermutlich die Erde. Im China des Song-Zeits im 12. – 13. Jahrhundert gab es in der damaligen Kunst- und Kulturwelt vermehrt Interesse in Congs, die sich auch in der Formensprache der folgenden Jahrhunderte sowohl in den chinesischen Keramik- und Steinzeugarbeiten als auch Metallarbeiten widerspiegeln.